# 一條忠良
一條忠良（1774年5月2日—1837年7月5日／安永三年三月二十二－天保八年六月初三），号大勝寺，是江戶時代的公卿、光格天皇與仁孝天皇的關白，也是藤原北家攝關家的一條家當主。

## 生涯
一條忠良在安永三年（1774年）出生，是父母一條輝良及德川懿姬（紀州藩藩主德川重倫長女）的長子。天明三年（1783年）敘從三位，歷任內大臣、右大臣、左大臣，至寬政十一年（1799年）昇敘從一位。
文化十一年（1814年）接替鷹司政熙成為關白，文政六年（1823年）辭職，文政十一年（1828年）授准三，至天保八年（1837年）逝世，享年63歲。

## 家庭
- 父：一條輝良及
- 母：德川懿姬
- 妻：細川富子（熊本藩藩主細川齊茲（日语：細川斉茲）長女）
- 子女：
  - 一條實通（日语：一条実通）（真宗興正寺（日语：興正寺）第27世門主）
  - 一條忠香
  - 久我建通
  - 一條秀子（德川家定室）
  - 一條知君（寬彰院，池田齊輝（日语：池田斉輝）室）
  - 一條通子（松平賴學室）
  - 一條崇子（鷹司輔熙室）

| 王位覬覦者        | 王位覬覦者                              | 王位覬覦者      |
| ----------------- | --------------------------------------- | --------------- |
| 前任： 一條輝良   | 一條家當主 1795年11月25日－1837年7月5日 | 繼任： 一條實通 |
| 前任： 鷹司政熙   | 藤氏長者 1814年10月28日－1823年4月29日  | 繼任： 鷹司政通 |
| 官衔              |                                         |                 |
| 前任： 西園寺賞季 | 內大臣 1792年2月27日－1797年1月19日     | 繼任： 三條實起 |
| 前任： 西園寺賞季 | 右大臣 1797年1月19日－1814年5月21日     | 繼任： 三條實起 |
| 前任： 二條治孝   | 左大臣 1814年5月21日－1815年2月12日     | 繼任： 近衛基前 |
| 前任： 鷹司政熙   | 關白 1814年10月28日－1823年4月29日      | 繼任： 鷹司政通 |
| 军职              |                                         |                 |
| 前任： 二條治孝   | 左大將 1792年2月27日－1797年4月7日      | 繼任： 二條齊通 |